# Tetraka críptic
El tetraka críptic (Cryptosylvicola randrianasoloi) és una espècie d'ocell de la família dels bernièrids (Bernièrids) i única espècie del gènere Cryptosylvicola (Goodman, Langrand et Whitney, 1996).

## Hàbitat i distribució
Habita els boscos de les muntanyes de madagascar.